# الكسندر بورتون
الكسندر بورتون (بالإنجليزية: Alexander Burton)‏ هو عسكري أسترالي، ولد في 20 يناير 1893 في Kyneton ‏ في أستراليا، وتوفي في 9 أغسطس 1915 في جاليبولي في تركيا.